# Clarivate Citation Laureates
Clarivate Citation Laureates (до жовтня 2016 — Thomson Reuters Citation Laureates) — список ймовірних лауреатів Нобелівської премії, що складається компанією Thomson Reuters на підставі високого індексу цитувань. На 2017 рік 37 учених з цього списку стали лауреатами Нобелівської премії.
У жовтні 2016 року компанія Thomson Reuters Intellectual Property and Science Business була придбана компанією Onex і Baring Asia, нова компанія отримала назву Clarivate Analytics

## Список ймовірних лауреатів Нобелівської премії
| Рік        | Медицина і фізіологія | Фізика | Хімія | Економіка |
| ---------- | --- | --- | --- | --- |
| 2002- 2005 | Майкл Берридж Альфред Кнудсон Берт Фогельштейн Роберт Вайнберг Френсіс Коллінз Ерік Лендер Крейг Вентер Ясутомі Нісидзука      | Майкл Грін Джон Генрі Шварц Едвард Віттен Йосінорі Токура Сюдзі Накамура                                                             | Роберт Граббс Едріан Бакс Кірьякос Ніколау Джордж Уайтсайдс Сейдзі Сінкай Джеймс Фрейзер Стоддарт           | Роберт Енгл Клайв Гренджер Деніел Канеман Роберт Барро Юджин Фама Кеннет Френч Пол Ромер Річард Талер                               |
| 2006       | Маріо Капеккі Мартін Еванс Олівер Смітіз П'єр Шамбон Рональд Марк Еванс Елвуд Дженсен                                          | Альбер Ферт Петер Грюнберг Алан Гарві Гут Лінде Андрій Дмитрович Пол Стейнхардт Еммануель Десурвір Масатака Накадзава Девід Ніл Пейн | Джеральд Крабтрі Стюарт Шрайбер Тобін Маркс Девід Еванс Стівен Лей                                          | Пол Кругман Джагдіш Бхагваті Авінаш Диксіт Дейл Йоргенсон Олівер Гарт Олівер Вільямсон Бенгт Гольмстрем                             |
| 2007       | Фред Гейдж Реджинальд Елліс Франц-Ульріх Хартль Артур Хорвіч Хоан Массаге                                                      | Суміо Іїдзима Артур Макдональд Мартін Джон Ріс Йодзі Тоцука                                                                          | Семюел Данішефскі Дітер Зебах Баррі Трост                                                                   | Ельханан Хелпман Джім Гроссман Жан Тіроль Вілсон Роберт Пол Мілгром                                                                 |
| 2008       | Брюс Бетлер Жюль Гоффман Сідзуо Акіра Віктор Емброс Гері Равкан Рорі Коллінс Річард Пето                                       | Гейм Андрій Костянтинович Новосьолов Костянтин Сергійович Вера Рубін Роджер Пенроуз Дан Шехтман                                      | Чарлз Лібер Кшиштоф Матяшевський Роджер Тсієн                                                               | Ларс Петер Гансен Томас Сарджент Крістофер Сімс Армен Альберт Алчіян Гарольд Демсец Мартін Фельдстейн                               |
| 2009       | Елізабет Блекберн Керол Грейдер Джек Шостак Джеймс Ротман Ренді Шекман Сейдзі Огава                                            | Якір Ааронов Майкл Беррі Джон Пендрі Шелдон Шульц Девід Сміт Хуан Ігнасіо Сірак Петер Цоллер                                         | Міхаель Гретцель Жаклін Бартон Бернд Гізе Гері Шустер Бенджамін Ліст                                        | Меттью Рабін Вільям Нордгауз Ернст Фер Мартін Вейцман Хорді Галі Марк Джертлер                                                      |
| 2010       | Дуглас Коулман Джеффрі Фрідман Ернест Маккалох Джеймс Тілл Сін'я Яманака Ральф Стайнман                                        | Чарлз Беннетт Лайман Пейдж Девід Сперджел Томас Еббесен Сол Перлматтер Адам Рісс Брайан Шмідт                                        | Патрік О. Браун Сусумі Кітагава Омар Ягхі Стівен Ліппард                                                    | Альберто Алезіна Нобухіро Кійотакі Джон Хардмен Мур Кевін Мерфі                                                                     |
| 2011       | Брайан Друкер Ніколас Лайдон Чарлз Соєрс Роберт Ленджер Джозеф Ваканті Жак Міллер Роберт Коффман Тімоті Мосманн                | Ален Аспе Джон Клаузер Антон Цайлінгер Елі Яблонович Джон Саджив Хідео Оно                                                           | Мартін Карплус Аллен Бард Жан Фреше Дональд Томаліа Фріц Фьогтле                                            | Енн Крюгер Гордон Таллок Джеррі Хаусман Хелберт Уайт Дуглас Даймонд                                                                 |
| 2012       | Річард Хайнес Ерккі Руослахті Масатосі Такеїті Ентоні Хантер Ентоні Джеймс Поусон Чарлз Девід Елліс Майкл Грунштейн            | Стівен Харріс Лене Хау Лі Кенхем Чарлз Беннетт Жіль Брассар Вільям Вуттерс                                                           | Луїс Брюс Масатаке Харута Грехем Хатчінгс Акіра Фудзісіма                                                   | Стівен Росс Ентоні Аткінсон Ангус Дітон Роберт Шиллер                                                                               |
| 2013       | Деніель Кліонський Нобору Мідзусіма Йосінорі Осумі Едріан Бьорд Хайм Сідер Ахарон Разін Денніс Слемон                          | Джеффрі Марсі Мішель Майор Дідьє Кело Хідео Хосоно Франсуа Енглер Пітер Хіггс                                                        | Брюс Еймс Павлос Алівізатос Чад Міркін Надріан Сімен М.Г.Фінн Фокін Валерій Валерьєвич Баррі Шарплесс       | Дэвід Хендрі Петер Філліпс Мохаммад Хашем Песаран Семюел Пелцмен Джошуа Енгріст Річард Аллен Познер Девід Кард Алан Крюгер          |
| 2014       | Джеймс Дарнелл Девід Джуліус Чарлз Лі Роберт Редер Стівен Шерер Роберт Цянь Майкл Уїглер                                       | Чарлз Кейн Лоуренс Моленкамп Рамамурті Рамеш Джеймс Скотт Йосінорі Токура Ян Пейдун Чжан Шоучен                                      | Грем Моед Чарлз Кресге Еціо Ріццардо Ю Рьон Стівен Ван Слайк Гален Стакі Ден Ціньюнь Сан Тан (San H. Thang) | Філіпп Агьон Петер Ховітт Ізраель Кірцнер Вільям Баумол Марк Грановеттер                                                            |
| 2015       | Джеффрі Гордон Кадзутосі Морі Пітер Волтер Ітан Шевач Сімон Сакагуті Руденський Олександр Юрійович                             | Пол Коркум Ференц Краус Дебора Джин Ван Чжунлінь                                                                                     | Каролін Бертоцці Дженніфер Дудна Еммануель Шарпентьє Джон Гудінаф Стенлі Віттінгем                          | Річард Бланделл Чарлз Манскі Джон Ліст                                                                                              |
| 2016       | Джеймс Еллісон Джеффрі Блюстоун Крейг Томпсон Гордон Фрімен Тасуку Хондзьо Арлін Шарп Майкл Голл Девід Сабатіні Стюарт Шрайбер | Марвін Коен Рональд Древер Кіп Торн Райнер Вайсс Селсо Гребоджі Едвард Отт Джеймс Йорк                                               | Джордж Черч Чжан Фен Денніс Ло Хіросв Маеда Ясухіро Мацумура                                                | Олів'є Бланшар Едвард Лейзір Марк Меліц                                                                                             |
| 2017       | Льюїс Кентлі, Карл Фрістон, Юань Чанг, Патрік С. Мур                                                                           | Мітчелл Фейгенбаум Сюняєв Рашид Алійович Пол МакЕюен та Корнеліс Деккер Федон Авуріс                                                 | Джон Беркоу Шульпін Георгій Борисович Роберт Бергман Йєнс Норсков Цутому Міясака, Нам-Гю Парк Генрі Снайт   | Колін Камерер Джордж Левенштейн Роберт Холл Майкл Дженсен Стюарт Майерс Рагхурам Раджан                                             |
| 2018       | • Мінору Канехіса • Соломон Снайдер • Наполеоне Феррара                                                                        | • Девід Авшалом та Артур Госсард • Сандра Фабер • Юрій Гогоці, Родні Руофф and Патрик Симон                                          | • Ерік Якобсен • Джордж Шелдрик • Джоан Стабб                                                               | • Мануель Арельяно та Стівен Бонд • Веслі Коен та Даніель Левінталь • Девід Крепс                                                   |
| 2019       | • Ганс Клеверс • Джон Капплер та Филиппа Маррак • Карл Дейссерот, Ернст Бамберг та Геро Мізенбек                               | • Артур Екерт • Тоні Гайнц • Джон Пердью                                                                                             | • Рольф Гуйсген та Мортен Мелдал • Едвін Саутерн • Лерой Гуд, Марвін Карутерс, Michael W. Hunkapiller       | • Браян Артур • Аріель Рубінштейн та Серен Йогансен • Катарина Юзеліус                                                              |
| 2020       | Памела Бйоркман Джек Леонард Стромінгер Гуда Зогбі Юсуке Накамура                                                              | Томас Керолл Луїс М. Пекора Хунцзе Дай Алекс Цеттль Карлос Френк Хуліо Фернандо Наварро Саймон Вайт                                  | Техван Хьон Муні Бавенді Кристофер Б. Мюррей Джон Гартвіг Стівен Бухвальд, Фудзіта Макото                   | Девід Діккі Вейн Фуллер П'єр Перрон Клаудія Голдін Стівен Тітус Беррі Джеймс Левінсон Аріель Пейкс                                  |
| 2021       | Жан-П'єр Шанже, Тошіо Хірано та Тадаміцу Кісімото Карл Джонсон та Хо Ван Лі                                                    | Олексій Китаєв Джорджо Паризі Марк Ньюман                                                                                            | Беррі Голлівел Вільям Йоргенсен Міцуо Савамото                                                              | Девід Одреч та Девід Тіс Джоель Мокир Кармен Рейнгарт та Кеннет Рогофф                                                              |
| 2022       | Масато Хасегава та Вірджинія Ман-Ї Лі Мері-Клер Кінг Стюарт Оркін                                                              | Іммануель Блох Стівен Квеїк Такаші Танігуті та Кендзі Ватанабе                                                                       | Чженань Бао та Бонні Басслер Еверетт Пітер Грінберг Деніел Ночера                                           | Дарон Аджемоглу та Саймон Джонсон Джеймс А. Робінсон Самуель Боулз та Герберт Гінтіс Річард Істерлін, Річард Леярд та Ендрю Освальд |

## Ресурси Інтернету
- Офіційний сайт премії [Архівовано 2 квітня 2016 у Wayback Machine.]
- Список ймовірних лауреатів Нобелівської премії [Архівовано 20 грудня 2015 у Wayback Machine.]